# Volker Lenz
Volker Rainer Helmut Lenz (* 19. Juni 1950 in Stuttgart) ist ein deutscher parteiloser Politiker. 1975 wurde er erstmals in Schlierbach im Landkreis Göppingen als damals jüngster Bürgermeister  Baden-Württembergs gewählt. Von 1986 bis 2010 war er Bürgermeister von Künzelsau. Seit 2010 ist er selbstständig als Berater tätig.

## Wirken als Bürgermeister
Während der Amtszeit von Volker Lenz wurde eine Städtepartnerschaft zwischen Künzelsau und der Stadt Marcali in Ungarn etabliert.

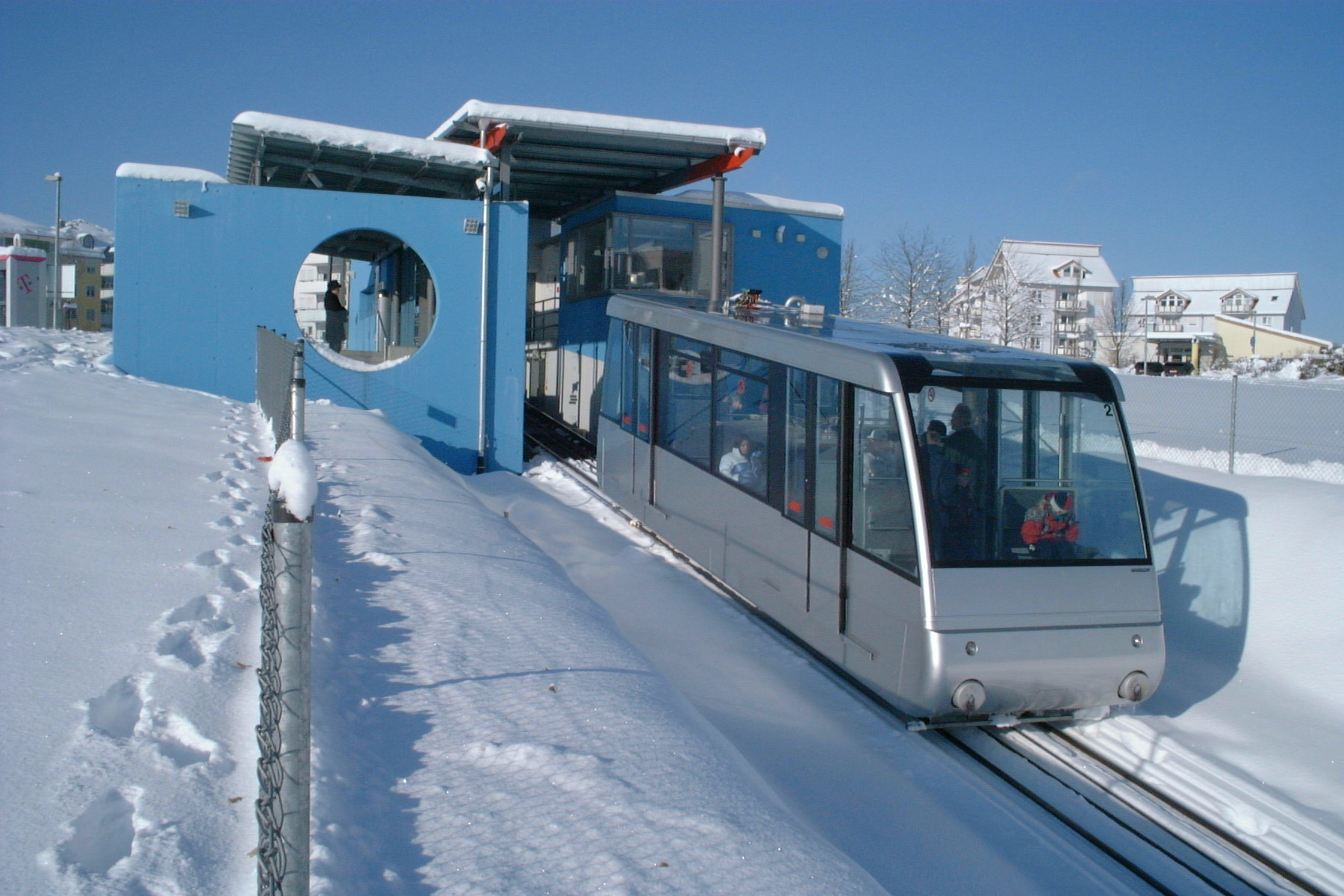
Bergbahn Künzelsau

In seine Künzelsauer Amtszeit fiel auch der Bau der Standseilbahn Künzelsau im Jahr 1999, die den heutigen Stadtteil Taläcker auf der Hohenloher Ebene mit der ca. 180 m tiefer liegenden Kernstadt im Kochertal verbindet. Über den Bau gab es 1998 eine Bürgerabstimmung, die knapp zugunsten der Bergbahn ausging. Mit beträchtlichen politischen Anstrengungen konnten staatliche Zuschüsse eingeworben werden.
Weitere wichtige Projekte seiner Amtszeit waren die Ansiedlung der Fachhochschule Künzelsau und die Neugestaltung der B 19, die eine Vergrößerung des Würth-Konzerns ermöglichte.

## Ämter und Funktionen
- 1975 bis 1986 Bürgermeister von Schlierbach
- 1986 bis 2010 Bürgermeister von Künzelsau
- Aufsichtsratsmitglied der Hohenloher Krankenhaus gGmbH bis 2014
- Aufsichtsratsmitglied Regionale Gesundheitsholding Heilbronn-Franken GmbH bis 2014
- 1989–2014 Mitglied des Kreistags im Hohenlohekreis
- Fraktionsvorsitzender der Freien Wähler im Regionalverband Heilbronn-Franken bis 2019

## Ehrungen
- 2002: Ehrenbürger von Marcali[3]
- 2006: Träger der Verdienstmedaille in Gold des Städtetags[4]